# 대니 톰프슨 (야구인)
대니 레온 톰프슨(Danny Leon Thompson, 1947년 2월 1일 ~ 1976년 12월 10일)은 미국의 전 프로 야구 선수로, 메이저 리그 베이스볼(MLB)에서 유격수로 뛰었다. 통산 7시즌 동안 미네소타 트윈스와 텍사스 레인저스 등지에서 뛰었다. 1973년 초에 26세의 나이로 백혈병을 진단받은 후, 메이저 리그에서 4시즌을 더 뛰다가 프로 마지막 경기를 뛴 지 10주 후에 사망했다.